# Zeszyty Lwowskie
Zeszyty Lwowskie – pismo historyczne wydawane w latach 1970–1974 przez Koło Lwowian w Londynie. 
Ukazało się pięć zeszytów. Periodyk był poświęcony szeroko rozumianej tematyce wschodniej. Redaktorem naczelnym był Stefan Legeżyński.